# Геза Шифлиш
Геза Шифлиш (мађ. Siflis Géza; Крстур, 25. фебруар 1907 — Баја, 18. новембар 1948) био је српски и југословенски голман мађарског порекла. Због високог раста који је, како су говорили „покривао пола гола“, добио је надимак Гуливер.

## Каријера
У првенству Краљевине Југославије дебитовао је 31. јула 1927. на голу екипе САНД Суботица, а од 1929. играо је као професионалац у Мађарској, прво у Будимпешти за ФК Ференцварош (1929-1931) и ФК Ујпешти (1931—1933), гостујући у Јужној Америци, Француској, Холандији и Шпанији. Венчао се 1936. са мађарицом Магом Сас, рекордерком и првакињом у пливању прсним стилом. За репрезентацију је бранио на шест утакмица (1927—1928), дебитујући 31. јула 1927. против Чехословачке у Београду (заменио повређеног Михалчића), а од националног тима се опростио 27. октобра 1928. такође против Чехословачке (1:7) у Прагу. Учесник је Олимпијских игара 1928. у Амстердаму, када је бранио против Португалије (1:2).